# NGC 4635
NGC 4635 (również PGC 42704 lub UGC 7876) – galaktyka spiralna z poprzeczką (SBcd), znajdująca się w gwiazdozbiorze Warkocza Bereniki. Odkrył ją John Herschel 17 marca 1831 roku.